# نگاه سلطنتی
نگاه سلطنتی (به تامیلی: Raja Paarvai) و (به انگلیسی: Royal Gaze) فیلمی هندی محصول سال ۱۹۶۶ و به کارگردانی سینگیتام سرینیواسا رائو است. در این فیلم بازیگرانی همچون کمال حسن، مادهوی، چاروهاسان و کی.پی.ای.سی. لالیتا ایفای نقش کرده‌اند.